# Michael Didi Adgum Mangoria

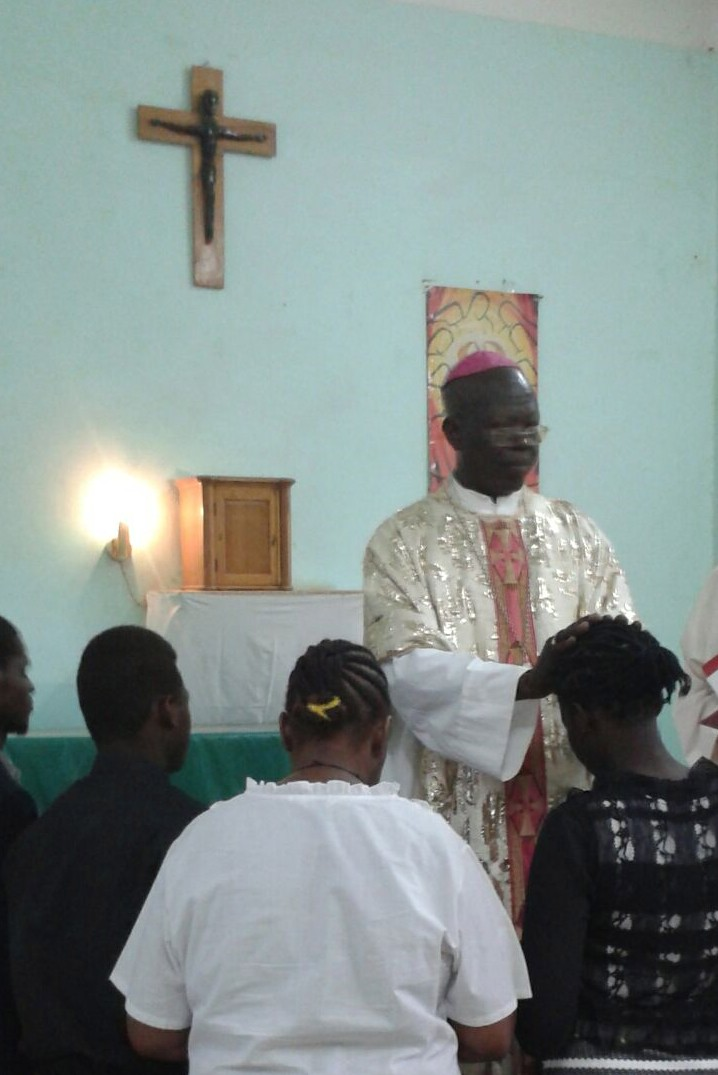
Michael Didi Adgum Mangoria

Michael Didi Adgum Mangoria (* 1. Januar 1959 in Engoth) ist ein sudanesischer Geistlicher und römisch-katholischer Erzbischof von Khartum.

## Leben
Michael Didi Adgum Mangoria empfing am 10. Mai 1992 die Priesterweihe. Er arbeitete zunächst als Gemeindepfarrer im Erzbistum Khartum und studierte von 1997 bis 2001 an der Päpstlichen Universität Urbaniana in Rom. Von 2001 bis 2008 gehörte er in Khartum dem Priesterrat an und wurde 2008 Regens des Priesterseminars.
Papst Benedikt XVI. ernannte ihn am 29. Mai 2010 zum Koadjutorbischof von El Obeid. Der Erzbischof von Khartum, Gabriel Kardinal Zubeir Wako, spendete ihm am 15. August desselben Jahres die Bischofsweihe; Mitkonsekratoren waren Macram Max Gassis MCCJ, Bischof von El Obeid, und Antonio Menegazzo MCCJ, emeritierter Apostolischer Administrator von El Obeid. Nach dem altersbedingten Rücktritt seines Vorgängers Macram Max Gassis wurde er am 28. Oktober 2013 Bischof von El Obeid.
Papst Franziskus ernannte ihn am 15. August 2015 zum Koadjutorerzbischof von Khartum. Gleichzeitig wurde er für die Zeit der Sedisvakanz zum Apostolischen Administrator von El Obeid ernannt.
Mit dem altersbedingten Rücktritt Gabriel Kardinal Zubeir Wakos am 10. Dezember 2016 folgte er diesem als Erzbischof von Khartum nach.